# Bala (Sénégal)
Pour les articles homonymes, voir Bala.
Bala est une localité du Sénégal, située dans le département de Goudiry et la région de Tambacounda.
C'est le chef-lieu de l'arrondissement de Bala.